# Heterobelba montana
Heterobelba montana är en kvalsterart som beskrevs av K. Fujikawa 2003. Heterobelba montana ingår i släktet Heterobelba och familjen Heterobelbidae. Inga underarter finns listade i Catalogue of Life.